# Kutvele kanal
Kutvele kanal är en kanal i Finland. Den ligger i sjön Saimen och i kommunen Ruokolax i landskapet Södra Karelen, i den södra delen av landet, 220 km nordost om huvudstaden Helsingfors. Den skiljer Kyläniemi från fastlandelt.

## Klimat
Trakten ingår i den boreala klimatzonen. Årsmedeltemperaturen i trakten är 2 °C. Den varmaste månaden är augusti, då medeltemperaturen är 16 °C, och den kallaste är januari, med −14 °C.